# Manuel Pando Fernández de Pinedo

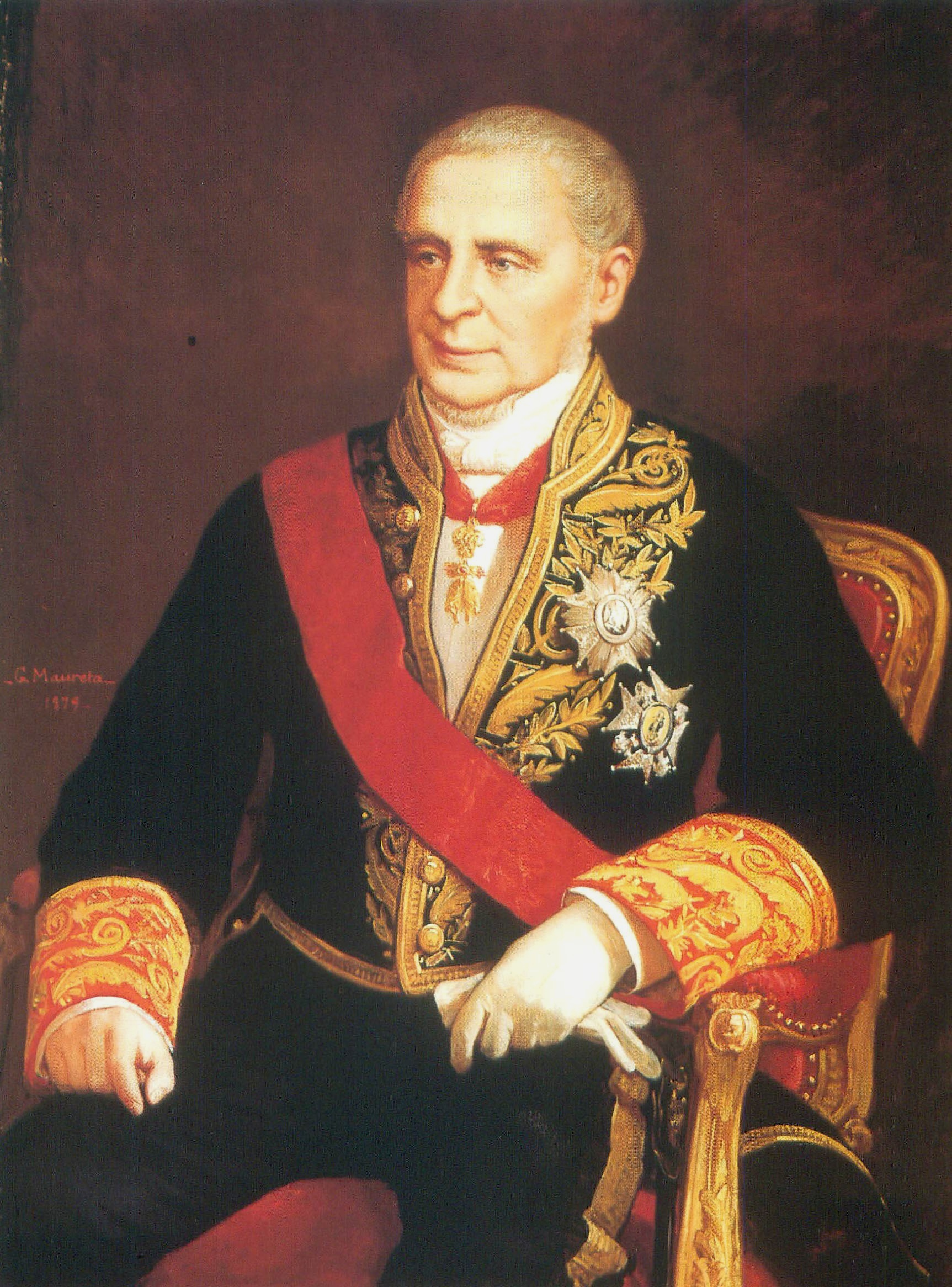
Manuel Pando Fernández de Pinedo.

Manuel Pando Fernández de Pinedo, markgraaf de Miraflores y de Pontejos, graaf de Villapaterna y de la Ventosa (Madrid, 22 december 1792 - 20 februari 1872) was een Spaans historicus, politicus en eerste minister.

## Levensloop

### Jeugd,Spaanse Onafhankelijkheidsoorlogen de regering vanFerdinand VII
Hij was de zoon van een invloedrijke edelman uit Biskaje en op negenjarige leeftijd werd hij de page van koning Karel IV. Na de dood van zijn oudere broer erfde Pando Fernández de Pinedo de familiaire adeltitel. Na zijn studies in de Landeconomie en Industrie werd hij de stichter van een land-economisch goed in Daimiel in de provincie Ciudad Real.
Toen de Fransen Spanje bezetten, nam hij bij het begin van de Spaanse Onafhankelijkheidsoorlog deel aan de Opstand van 2 mei. Later moest hij met zijn hele familie van Madrid naar Cádiz vluchtten, nadat zijn vader tijdens de heerschappij van de Fransen onder Jozef Bonaparte van 1812 tot 1813 waarnemend burgemeester van Madrid was. In 1814 huwde hij met een nicht van de graaf de Floridablancas, die onder de koningen Karel III en Karel IV jarenlang staatsminister was.
In zijn werk Memorial de Miraflores, dat Pando schreef in opdracht van infant Anton de Borbón y Wettin, zette hij de toenmalige Spaanse situatie uiteen en riep de teruggekeerde koning Ferdinand VII op om de Cortes weer samen te roepen, alle loyale politici onder de macht van de kroon te verenigen en een algemene amnestie voor alle politieke gestraften in te voeren zonder de liberale grondwet van 1812 te herstellen.
Na de liberale revolutie van januari 1820 nam hij als lid van de Nationale Garde meerdere malen deel aan militaire campagnes onder het bevel van Rafael del Riego. Toen in 1822 de Nationale Garde werd opgedoekt en in 1823 de absolute macht van Ferdinand VII werd hersteld, werd hij in tegenstelling tot verschillende andere liberalen niet strafrechtelijk vervolgd.

### Heerschappij vanIsabella II, premierschap en laatste levensjaren
Pando werd weer politiek actief nadat Ferdinand VII op 29 september 1833 overleed en opgevolgd werd door zijn driejarige dochter Isabella II. Zolang Isabella II nog niet meerderjarig was, zou koningin-moeder Maria Christina haar regentes zijn.
Tussen 1834 en 1838 was hij ambassadeur in Londen en kreeg er taak om steun van het Verenigd Koninkrijk te krijgen in de Eerste Carlistenoorlog. Ook nam hij deel aan de onderhandelingen van de alliantie tussen Verenigd Koninkrijk, Spanje, Frankrijk en Portugal waarbij er expeditietroepen naar Spanje gestuurd werden. Ook de absolutistische grootmachten Rusland, Oostenrijk-Hongarije en Pruisen wilden Spanje steunen om troonpretendent Carlos María Isidro de Borbón te stoppen. Van 1834 tot 1835 was hij als vertegenwoordiger van de koningin tevens lid van de Spaanse Senaat.
Tevens was hij tot kort na de Opstand van San Ildefonso in de zomer van 1836 voorzitter van de Estado de Próceres. In deze functie beval hij het ingrijpen van de militairen tegen de opstand. Toen kort nadien de regering van Francisco Javier de Istúriz echter viel moest hij voor korte tijd in ballingschap naar Frankrijk gaan. Van 1837 tot 1838 was hij opnieuw senator.
In 1838 werd Pando benoemd tot ambassadeur in Parijs en verkreeg er de internering van troonpretendent Carlos in het kasteel van Bourges en de ontwapening van de carlisten in de grensstreek tussen Frankrijk en Spanje. Toen generaal Baldomero Espartero aan de macht kwam, nam zijn invloed echter voor een groot deel af. In 1840 en van 1844 tot 1845 was hij nogmaals senator. Na de verkiezingen van 15 september 1843 werd hij ook lid van het Congreso de los Diputados.
Wegens zijn politieke verdienste werd hij op 25 november 1845 benoemd tot senator voor het leven. Van 1845 tot 1846 was hij tevens voorzitter van de Senaat.
Na de val van Baldomero Espartero en de machtsovername door generaal Ramón María Narváez y Campos begon zijn invloed in de politiek opnieuw toe te nemen en op 12 februari 1846 werd hij eerste minister, maar bleef dit slechts tot op 16 maart 1846. Tegelijkertijd was hij minister van Buitenlandse en van Binnenlandse Zaken. Na het huwelijk van koningin Isabella II met Frans van Assisi van Bourbon op 10 oktober 1846 werd hij wegens zijn morale competentie benoemd tot gouverneur van het Koninklijk Paleis en verdedigde in deze functie de koningin als ze kritiek kreeg over de binnenlandse politiek.
Van november 1847 tot april 1851 was hij opnieuw voorzitter van de Senaat en van 23 mei 1851 tot 7 augustus 1852 was hij minister van Buitenlandse Zaken in de regering van Juan Bravo Murillo. In deze functie stuurde hij een schip naar de toen nog Spaanse kolonie Cuba om er de annexatieplannen van de Verenigde Staten tegen te houden. Van november tot december 1852 was hij opnieuw Senaatsvoorzitter.
Op 2 maart 1863 werd hij opnieuw premier van Spanje en bleef dit tot op 17 januari 1864. Tegelijkertijd was hij nogmaals minister van Buitenlandse Zaken, Binnenlandse Zaken en van Koloniën. Van december 1867 tot mei 1868 was hij voor de laatste maal Senaatsvoorzitter.

## Schrijver en onderscheidingen
Naast zijn politieke loopbaan was hij ook als schrijver actief en schreef verschillende boeken over de Spaanse geschiedenis in de 19e eeuw. Op 5 juli 1850 werd hij wegens zijn literaire lid van de Real Academia de la Historia.
Voor zijn politieke verdienste werd hij meermaals geëerd en ontving vele onderscheidingen. Hij werd o.a. benoemd tot ridder van de Orde van het Gulden Vlies, van het Legioen van Eer en van de Orde van Christus.
- Biblioteca Nacional de España: XX1333347
- Bibliothèque nationale de France: cb14636667r (data)
- Gemeinsame Normdatei: 104273909
- International Standard Name Identifier: 0000 0000 7970 6735
- Library of Congress Control Number: no2013049894
- Nederlandse Thesaurus van Auteursnamen: 07259473X
- SNAC: w67d4sdj
- Système universitaire de documentation: 094238154
- Virtual International Authority File: 284953629